# 广西壮族自治区总工会
广西壮族自治区总工会是广西壮族自治区地方工会和产业工会的领导机关，受中国共产党广西壮族自治区委员会和中华全国总工会领导。

## 历史沿革
1949年11月，广西省总工会筹备处成立。1951年8月，广西省总工会正式成立。1958年3月广西壮族自治区成立，改为广西壮族自治区总工会。